# Trish Leibel
Trish Leibel (ur. 20 lipca 1979) – kanadyjska zapaśniczka. Czwarta na mistrzostwach świata w 1998; ósma w 2001. Złoto na mistrzostwach panamerykańskich w 1998 roku.
Zawodniczka Lakehead University.